# Aspidoscelis cozumelae
El huico de la isla Cozumel (Aspidoscelis cozumelae) es una especie de escincomorfos de la familia Teiidae.

## Distribución geográfica
Es endémica de la península de Yucatán (México).